# کشتی در بازی‌های آسیایی ۲۰۲۲
کشتی یکی از ورزش‌های بازی‌های آسیایی ۲۰۲۲ است که از ۱۲ تا ۱۵ مهر ۱۴۰۲ (۴ تا ۷ اکتبر ۲۰۲۳) برگزار شده‌است.
این مسابقات در سه بخش کشتی آزاد و فرنگی مردان و آزاد زنان در ورزشگاه لینان، لینان، چین انجام شده‌است.

## مدال‌ها

### آزاد مردان
| رویداد      | طلا                         | نقره                           | برنز                              |
| ۵۷ کیلوگرم  | توشیهیرو هاسگاوا · ژاپن     | هان چونگ-سونگ · کره شمالی      | نارمنداخ نسنبویان · مغولستان      |
| ۵۷ کیلوگرم  | توشیهیرو هاسگاوا · ژاپن     | هان چونگ-سونگ · کره شمالی      | امان سهراوات · هند                |
| ۶۵ کیلوگرم  | تومور-اچیر تولگا · مغولستان | رحمان عموزاد · ایران           | کیم کوانگ-جین · کره شمالی         |
| ۶۵ کیلوگرم  | تومور-اچیر تولگا · مغولستان | رحمان عموزاد · ایران           | کایکی یاماگوچی · ژاپن             |
| ۷۴ کیلوگرم  | یونس امامی · ایران          | کیرین کینوشیتا · ژاپن          | اوروزوبک توکتومامبتوف · قرقیزستان |
| ۷۴ کیلوگرم  | یونس امامی · ایران          | کیرین کینوشیتا · ژاپن          | بکزاد عبدالرحمانوف · ازبکستان     |
| ۸۶ کیلوگرم  | حسن یزدانی · ایران          | دیپاک پونیا · هند              | جاورایل شاپیف · ازبکستان          |
| ۸۶ کیلوگرم  | حسن یزدانی · ایران          | دیپاک پونیا · هند              | دولت‌میرات اورازگولیف · ترکمنستان  |
| ۹۷ کیلوگرم  | احمد تاژدینوف · بحرین       | مجتبی گلیج · ایران             | هابیلا آووسایمان · چین            |
| ۹۷ کیلوگرم  | احمد تاژدینوف · بحرین       | مجتبی گلیج · ایران             | گانباتار گانخویاگ · مغولستان      |
| ۱۲۵ کیلوگرم | امیرحسین زارع · ایران       | مونختورین لخاگواگرل · مغولستان | آیال لازارف · قرقیزستان           |
| ۱۲۵ کیلوگرم | امیرحسین زارع · ایران       | مونختورین لخاگواگرل · مغولستان | بوهیردون · چین                    |

### فرنگی مردان
| رویداد      | طلا                            | نقره                        | برنز                        |
| ----------- | ------------------------------ | --------------------------- | --------------------------- |
| ۶۰ کیلوگرم  | ژولامان شارشنبکوف · قرقیزستان  | آیاتا سوزوکی · ژاپن         | چانگ هان-جائه · کره جنوبی   |
| ۶۰ کیلوگرم  | ژولامان شارشنبکوف · قرقیزستان  | آیاتا سوزوکی · ژاپن         | ری سه-یونگ · کره شمالی      |
| ۶۷ کیلوگرم  | کاتسواکی اندو · ژاپن           | میرژان شرماخانبت · قزاقستان | دانیال سهرابی · ایران       |
| ۶۷ کیلوگرم  | کاتسواکی اندو · ژاپن           | میرژان شرماخانبت · قزاقستان | رازاک بیشیکیف · قرقیزستان   |
| ۷۷ کیلوگرم  | آکژول محموداف · قرقیزستان      | امین کاویانی‌نژاد · ایران    | آزات سادیکوف · قزاقستان     |
| ۷۷ کیلوگرم  | آکژول محموداف · قرقیزستان      | امین کاویانی‌نژاد · ایران    | لیو روی · چین               |
| ۸۷ کیلوگرم  | جالگاسبای بردی‌مرادف · ازبکستان | ناصر علیزاده · ایران        | سونیل کومار · هند           |
| ۸۷ کیلوگرم  | جالگاسبای بردی‌مرادف · ازبکستان | ناصر علیزاده · ایران        | ماساتو سومی · ژاپن          |
| ۹۷ کیلوگرم  | محمدهادی ساروی · ایران         | لی ییمینگ · چین             | رستم آساکالوف · ازبکستان    |
| ۹۷ کیلوگرم  | محمدهادی ساروی · ایران         | لی ییمینگ · چین             | تاکاهیرو تسورودا · ژاپن     |
| ۱۳۰ کیلوگرم | امین میرزازاده · ایران         | منگ لینگ‌ژی · چین            | کیم مین-سوک · کره جنوبی     |
| ۱۳۰ کیلوگرم | امین میرزازاده · ایران         | منگ لینگ‌ژی · چین            | علیم‌خان سیزدیکوف · قزاقستان |

### آزاد زنان
| رویداد     | طلا                         | نقره                        | برنز                         |
| ---------- | --------------------------- | --------------------------- | ---------------------------- |
| ۵۰ کیلوگرم | رمینا یوشیموتو · ژاپن       | کیم سون-هیانگ · کره شمالی   | آکتنجه کیونیمجائف · ازبکستان |
| ۵۰ کیلوگرم | رمینا یوشیموتو · ژاپن       | کیم سون-هیانگ · کره شمالی   | ژو جیانگ · چین               |
| ۵۳ کیلوگرم | آکاری فوجینامی · ژاپن       | پانگ کیانیو · چین           | چو هیو-گیونگ · کره شمالی     |
| ۵۳ کیلوگرم | آکاری فوجینامی · ژاپن       | پانگ کیانیو · چین           | آنتیم پنغال · هند            |
| ۵۷ کیلوگرم | تسوگومی ساکورای · ژاپن      | جونگ این-سان · کره شمالی    | هونگ ککسین · چین             |
| ۵۷ کیلوگرم | تسوگومی ساکورای · ژاپن      | جونگ این-سان · کره شمالی    | لایلوخون سوبیرووا · ازبکستان |
| ۶۲ کیلوگرم | مون هیونگ-گیونگ · کره شمالی | نونوکا اوزاکی · ژاپن        | سونام مالیک · هند            |
| ۶۲ کیلوگرم | مون هیونگ-گیونگ · کره شمالی | نونوکا اوزاکی · ژاپن        | آیسولو تینیبکووا · قرقیزستان |
| ۶۸ کیلوگرم | ژو فنگ · چین                | نورزات نورتاوا · قرقیزستان  | ناروها ماتسویوکی · ژاپن      |
| ۶۸ کیلوگرم | ژو فنگ · چین                | نورزات نورتاوا · قرقیزستان  | انخسایخان دلگرما · مغولستان  |
| ۷۶ کیلوگرم | آی‌پری مدد قزی · قرقیزستان   | جمیله باکبرگنووا · قزاقستان | وانگ خوان · چین              |
| ۷۶ کیلوگرم | آی‌پری مدد قزی · قرقیزستان   | جمیله باکبرگنووا · قزاقستان | کیران بیشنوی · هند           |

## جدول مدال‌ها
*   کشور میزبان (چین)
| رتبه            | کشور            | طلا | نقره | برنز | مجموع |
| --------------- | --------------- | --- | ---- | ---- | ----- |
| ۱               | ایران (IRN)     | ۵   | ۴    | ۱    | ۱۰    |
| ۲               | ژاپن (JPN)      | ۵   | ۳    | ۴    | ۱۲    |
| ۳               | قرقیزستان (KGZ) | ۳   | ۱    | ۴    | ۸     |
| ۴               | چین (CHN)*      | ۱   | ۳    | ۶    | ۱۰    |
| ۵               | کره شمالی (PRK) | ۱   | ۳    | ۳    | ۷     |
| ۶               | مغولستان (MGL)  | ۱   | ۱    | ۳    | ۵     |
| ۷               | ازبکستان (UZB)  | ۱   | ۰    | ۵    | ۶     |
| ۸               | بحرین (BRN)     | ۱   | ۰    | ۰    | ۱     |
| ۹               | قزاقستان (KAZ)  | ۰   | ۲    | ۲    | ۴     |
| ۱۰              | هند (IND)       | ۰   | ۱    | ۵    | ۶     |
| ۱۱              | کره جنوبی (KOR) | ۰   | ۰    | ۲    | ۲     |
| ۱۲              | ترکمنستان (TKM) | ۰   | ۰    | ۱    | ۱     |
| مجموع (۱۲ کشور) | مجموع (۱۲ کشور) | ۱۸  | ۱۸   | ۳۶   | ۷۲    |

## کشورهای شرکت کنندگان
در مجموع ۲۴۹ کشتی‌گیر از ۲۹ کشور در این دوره از مسابقات حضور دارند.
- افغانستان (۳)
- بحرین (۴)
- کامبوج (۱۴)
- چین (۱۸)
- چین تایپه (۵)
- هند (۱۸)
- اندونزی (۶)
- ایران (۱۲)
- ژاپن (۱۸)
- قزاقستان (۱۸)
- قرقیزستان (۱۵)
- کویت (۱)
- لائوس (۱)
- مغولستان (۱۲)
- نپال (۴)
- کره شمالی (۸)
- پاکستان (۴)
- فلسطین (۱)
- فیلیپین (۳)
- قطر (۲)
- کره جنوبی (۱۸)
- سنگاپور (۳)
- سری‌لانکا (۱)
- سوریه (۲)
- تاجیکستان (۹)
- تایلند (۱۱)
- ترکمنستان (۹)
- ازبکستان (۱۸)
- ویتنام (۱۰)
- یمن (۱)